# 盖布维莱尔附近林巴克
盖布维莱尔附近林巴克（法語：Rimbach-près-Guebwiller，发音：[ʁimbak pʁɛ gebvilɛr] 或 [ʁimbax pʁɛ gebvilɛr]；德语：Rimbach bei Gebweiler）是法国上莱茵省的一个市镇，属于坦恩-盖布维莱尔区（Arrondissement de Thann-Guebwiller）盖布维莱尔县（Guebwiller）。该市镇总面积4.84平方公里，2009年时的人口为240人。

## 人口

盖布维莱尔附近林巴克人口变化图示